# Осиковское сельское поселение (Воронежская область)
Осиковское сельское поселение — муниципальное образование в Кантемировском районе Воронежской области.
Административный центр — село Осиковка.

## Административное деление
Состав поселения:
- село Осиковка,
- село Андрюшевка,
- село Викторовка,
- село Ивановка,
- посёлок Коваленковский,
- хутор Криничный,
- посёлок Кузнецовский,
- хутор Сергеевка,
- хутор Штеповка.